# Canthon simulans
Canthon simulans е вид бръмбар от семейство Листороги бръмбари (Scarabaeidae).

## Разпространение и местообитание
Видът е разпространен в Боливия, Бразилия (Пара), Венецуела, Колумбия и Перу.
Обитава гористи местности, пасища и савани.